# Konrad Morgen
Konrad Morgen, född 8 juni 1909 i Frankfurt am Main, död 4 februari 1982, var en tysk SS-Sturmbannführer och SS-domare. Han ägnade sig särskilt åt att undersöka misstänkt korruption bland koncentrationslägrens personal: till exempel Rudolf Höss, Waldemar Hoven, Karl Koch och Maximilian Grabner.